# 싸반
《싸반》(태국어: Puen Tee Raluek, 영어: The Promise)은 2017년에 개봉한 태국의 공포, 스릴러, 드라마 영화이다.
 소폰 사크다피싯이 감독을 소파나 차오위왓쿤과 수팔렌 닝사논과 소폰 사크다피싯이 각본을 맡았다.
 태국은 2017년 9월 7일에 대한민국은 2021년 11월 11일에 개봉되었다.

## 줄거리
IMF로 기업들이 도산하는 1997년 방콕에

15살 절친인 보움과 이브는 자신들의 부모들이 건설중이던

사톤 타워가 건설 중지가 되고 어려운 가정상황에 희망을 잃은

두 사람은 사톤 타워에서 극단적인 선택을 약속했지만

먼저 이브가 극단적인 선택을 하게 되고 이를 본 보움은

두려움에 사로잡혀 도망을 가게 되고 그 후 20년이 지난 후

건설이 중지된 사톤 타워의 완공을 위해 딸 벨과 방문한 보움

그 후 벌어지는 딸의 몽유병증세는 이브와 관련되어 있음을 알게 되는데...

## 출연진

### 주연
- 눔팁 종라차타위분 - 보움 역
- 아피차야 통캄 - 벨 역

### 조연
- 싸와니 우툼마 - 추 역
- 파니사라 리쿨수라칸 - 이브 역
- 벤자민 조셉 바니 - 아오프 역
- 수라차이 닝사논 - 보움의 아빠 역